# Эскадренные миноносцы типа «Акидзуки»
Эскадренные миноносцы типа «Акидзуки» или «Акицуки» (яп. 秋月型駆逐艦 Акидзукигата кутикукан) — серия японских эскадренных миноносцев периода Второй мировой войны. Также были известны как эсминцы типа B (яп. 乙型駆逐艦 Оцугата кутикукан).
Наиболее совершенные эскадренные миноносцы Японского Императорского флота, разработанные специально для сопровождения авианосных соединений. Всего предполагалось построить до четырёх десятков единиц этого типа, однако до окончания войны в строй вошли лишь двенадцать кораблей. Тринадцатый («Митидзуки») был разобран на стапеле. Большинство эсминцев приняло активное участие в боевых действиях на Тихом океане. После поражения Японии часть уцелевших кораблей была сдана на слом, часть — передана победителям. Доставшиеся СССР и Китаю два разоружённых эсминца прослужили до 1960-х годов.

## Разработка проекта
Первое авианосное соединение Японского Императорского флота было сформировано в 1928 году из авианосцев «Акаги», «Хосё» и двух старых эсминцев. Последние должны были обеспечивать ПВО и ПЛО соединения, однако уже в то время эти эсминцы считались малопригодными для отведённой им роли из-за слабого зенитного и противолодочного вооружения, а также недостаточной дальности плавания. Эсминцы должны были быть заменены специализированными кораблями. Таковыми должны были стать два старых лёгких крейсера типа «Тэнрю», для чего их артиллерийское вооружение должно было быть заменено на 127-мм универсальные орудия Тип 89.
В 1937 году в связи с началом строительства новых авианосцев и получением информации о строящихся в Великобритании специализированных крейсерах ПВО типа «Дидо» японский морской генеральный штаб предложил построить серию аналогичных крейсеров. Этот план был отвергнут по следующим причинам:
- ожидались высокие потери кораблей, находившихся в охранении авианосных соединений. Слабость судостроительной промышленности Японии не позволяла и думать о быстром возмещении потерь крейсеров ПВО — даже для более промышленно развитых Великобритании и США они оставались штучным товаром;
- последним серийным японским лёгким крейсерам (типа «Сэндай»[прим. 2]) на 1937 было уже около пятнадцати лет, за которые они успели морально устареть и не могли быть использованы в качестве основы для проекта крейсера ПВО;
- наиболее совершенным зенитным орудием японского флота было проходившее тогда испытания 100-мм Тип 98, слабо смотревшееся в качестве универсального вооружения крейсера[1].

В итоге было решено строить корабли ПВО размеров эсминца, первый проект которых (получивший название F51) был представлен японскому МГШ в июле 1938 года. При стандартном водоизмещении 2200 тонн, скорости в 35 узлов и дальности плавания 10 000 морских миль корабль должен был нести четыре спаренные 100-мм артустановки Тип 98 Модель A, два спаренных зенитных автомата и шесть бомбомётов с боекомплектом в 76 глубинных бомб. Проект сразу подвергся критике за неправдоподобные максимальные скорость и дальность плавания (для их достижения требовалось значительно увеличить водоизмещение) и отсутствие торпедного вооружения, при том что корабль классифицировался как эсминец.
В сентябре 1938 года был представлен исправленный проект с уменьшенными до правдоподобных скоростью (33 узла) и дальностью плавания (8000 миль), а также добавленным четырёхтрубным 610-мм торпедным аппаратом. Стандартное водоизмещение возросло до 2350 тонн.
Наконец, окончательный проект, утверждённый в апреле 1939 года, предусматривал замену бомбомётов на два универсальных Тип 94, что делало противолодочное вооружение более сбалансированным. Стандартное же водоизмещение достигло 2700 тонн.

## Описание конструкции

### Корпус и компоновка
Корпус эскадренного миноносца размерениями 134,2×11,6 м делился переборками на 24 водонепроницаемых отсека. Форштевень на первом подтипе имел характерную для японского флота изогнутую форму, на последующих — прямую со скосом в подводной части. Корма была округлой, как и на других японских эсминцах. Полубак был длинным, доходя до боевой рубки. Для защиты от магнитных мин вдоль верхней кромки корпуса тянулась размагничивающая обмотка из шести кабелей.
Спасательные средства состояли из двух 12-метровых баркасов и двух 11-метровых моторных катеров.
Живучесть была очень хорошей для кораблей таких размеров, в частности, 16 января 1944 года «Судзуцуки» остался на плаву и был отбуксирован на базу после двух торпедных попаданий, оторвавших ему обе оконечности.
Архитектура, в целом повторявшая предшествующие японские эсминцы, всё же имела отличия: четыре (вместо трёх) артустановки, другая форма мостика и боевой рубки (для обеспечения максимальных углов обстрела) и одна общая дымовая труба (вместо двух узких). Благодаря этим особенностям эсминцы типа «Акидзуки» имели своеобразный силуэт, напоминавший построенный пятнадцатью годами ранее лёгкий крейсер «Юбари». В ходе войны американские лётчики и подводники опознавали эсминцы как крейсера, в том числе — тяжёлые.

### Силовая установка
Силовая установка на эсминцах типа «Акидзуки» располагалась по линейной схеме. Три паровых котла «Кампон Ро-Го» находились в двух котельных отделениях (два в первом, один во втором), дымоходы от них сводились в общую дымовую трубу. Вслед за ними шли два машинных отделения, где располагались два турбозубчатых агрегата «Кампон» мощностью по 26 000 л. с. (19 МВт) каждый (аналогичные применялись на эсминцах типа «Кагэро»), приводившие в движение два трёхлопастных гребных винта. Рабочее давление пара — 30 кгс/см² (29,6 атм.) при температуре 350 °C.
Запас топлива (около 1100 тонн мазута) размещался в основном в междудонном пространстве и позволял кораблю пройти 8000 морских миль 18-узловым экономичным ходом.

### Радиолокационное оборудование

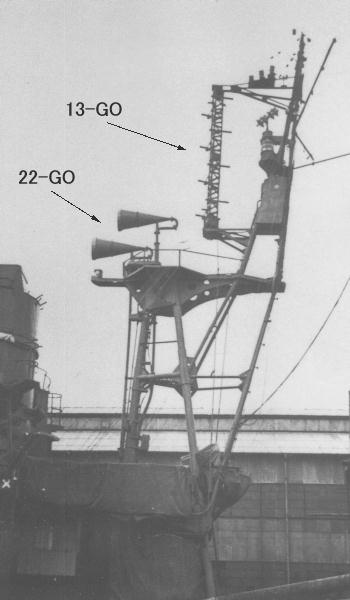
РЛС типов 13 и 22 на фок-мачте эсминца «Харуцуки»

По проекту эсминцы типа «Акидзуки» не имели радаров, и три из четырёх единиц первой серии вступили в строй именно в таком виде.
На вступившем в строй в конце 1942 года четвёртом корабле серии («Хацудзуки») изначально размещалась РЛС Тип 21 решётчатой конструкции, которая устанавливалась на специально переделанную фок-мачту. На ряде единиц вместо неё устанавливалась РЛС Тип 22 с двумя антеннами, напоминающими внешне изогнутые рога. РЛС типов 21 и 22 были универсальными, способными обнаружить одиночный самолёт или надводный корабль размеров эсминца и более на дальности порядка 20 км. С 1943 года предпринимались попытки использовать РЛС Тип 22 для управления артогнём, неудачные из-за её низкой точности.
РЛС обнаружения воздушных целей Тип 13 была принята на вооружение в марте 1943 года и изначально присутствовала на пятом корабле («Ниидзуки») и последующих. Она представляла собой трёхгранную ферму с крепящимися на ней четырьмя парами приёмо-передающих антенн, устанавливалась на грот-мачту эсминцев, а позже дополнительно и на фок-мачту (над РЛС типов 21 или 22). Данная РЛС позволяла обнаружить отдельный самолёт на дальности 50 км, а их группу — со 100 км.

## Вооружение

### Артиллерийское
Основным вооружением эсминцев типа «Акидзуки» были 4 универсальные двухорудийные артустановки 100-мм/65 Тип 98 Модель A, расположенные линейно-возвышенно в оконечностях корпуса. 30-тонная закрытая установка была принята на вооружение в 1938 году, принципиально отличаясь от более ранних 127-мм установок Тип 3 (использовались, начиная с эсминцев типа «Фубуки») намного большей скорострельностью (вес минутного залпа главного калибра составил более 2000 кг против 1380 кг у «Югумо»), досягаемостью по высоте (до 13 000 м) и скоростью вертикальной и горизонтальной наводки. Всё это позволяло успешно поражать любые существовавшие в то время боевые самолёты. Однако из-за отсутствия снарядов с радиовзрывателями вероятность попадания в высоколетящие цели (например, бомбардировщики B-29) была очень низка, что и выявилось в ходе войны.
Для управления огнём 100-мм орудий использовался ПУАЗО Тип 94, принятый на вооружение в 1937 году. Этот прибор размещался над боевой рубкой в башенке с противоосколочным бронированием, имея в своём составе оптический дальномер с 4,5-метровой базой и 4 80-мм бинокля, наводясь электроприводом по горизонтали и вручную по вертикали. Он позволял определять расстояние до цели в диапазоне 3—15 км при максимальной скорости 150 м/с. С помощью механического счётного устройства данные о положении цели преобразовывались в информацию о углах наводки и задержки взрывателей снарядов, поступавшую затем расчётам орудий. Данная система управления огнём была наиболее совершенной из имевшихся в японском флоте, но тем не менее во время войны стала понятна её малоэффективность в условиях очень большого количества целей.
ПВО ближней зоны была изначально представлена двумя спаренными 25-мм автоматами Тип 96 (разработаны французской компанией «Гочкисс» в 1930 году, приняты на вооружение японского флота в 1936 году) в центральной части корпуса. По мере войны их количество непрерывно росло и достигло к 1945 году на «Судзуцуки» 48 (6 строенных и 30 одиночных, причём без демонтажа 100-мм установок). Для управления их огнём использовались один оптический дальномер с 2,5-метровой базой и два 1,5-метровых.

### Минно-торпедное
Торпедное вооружение состояло из 610-мм четырёхтрубного торпедного аппарата Тип 92 Модель 4 (поздний и наиболее совершенный вариант с пневмоприводом наводки и защитными щитами, использовался также на эсминцах типов «Кагэро» и «Югумо»), расположенного в центральной части корпуса между надстроек. Запускаемые им кислородные торпеды Тип 93 моделей 2 и — с 1944 года — 3 были на тот момент самыми быстрыми, мощными и дальнобойными торпедами мира. Корабль нёс двойной боекомплект торпед (всего 8 единиц) и систему автоматизированной перезарядки торпедных аппаратов, применявшуюся в то время только в японском флоте.
Для обеспечения противолодочной обороны в кормовой части были установлены два бомбомёта Тип 94, стрелявшие 250-кг глубинными бомбами Тип 95 (боекомплект 72 штуки, также могли сбрасываться с кормы простым скатыванием). Обнаружение подводных лодок осуществлялось с помощью пассивного гидрофона Тип 92, ультразвукового гидролокатора Тип 93 Модель 3 и эхолота Тип 99 Модель 3. В целом возможности ведения ПЛО оказались недостаточными, в первую очередь из-за слабости средств обнаружения и невозможности сброса бомб по курсовым углам (в отличие от использовавшихся американским флотом британских бомбомётов «Хеджхог», которые это позволяли делать).

## Окраска

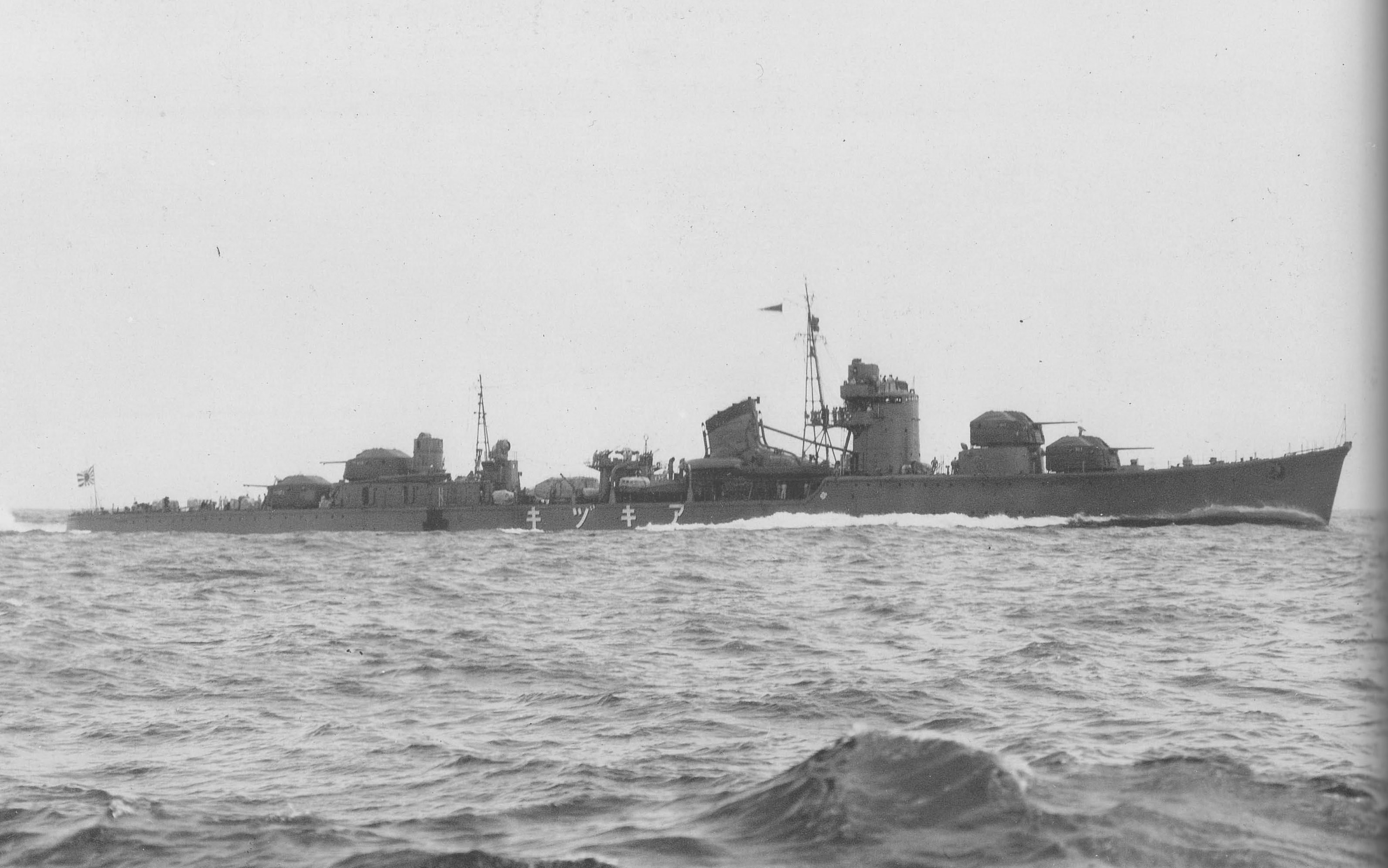
Известная фотография эсминца «Акидзуки», на которой хорошо видно написанное на борту название

Эсминцы типа «Акидзуки» окрашивались стандартной для японского флота серой краской, кроме колпака дымовой трубы и верхней части грот-мачты (чёрного цвета), палуб (охряного или серебристо-серого цветов) и днища (красного цвета). Названия кораблей писались белой краской катаканой в центральной части корпуса и хираганой на корме, но при этом не было какого-либо обозначения принадлежности к дивизионам, как на других эсминцах.

## Строительство
Первые два эсминца проекта F51 («Акидзуки» и «Тэрудзуки», заводские номера 104 и 105) были заказаны по бюджету 1939 года и заложены осенью 1940 года. Ещё четыре корабля заказали в 1940 году (заводские номера 106—109), а заложили — в 1941—1942 годах. В 1941 году был выдан заказ на десять кораблей, а в 1942 году — ещё на 23, однако осуществление этих планов с самого начало было под вопросом.
Первые семь эсминцев (базовый проект F51, подтип «Акидзуки») были построены на верфях Майдзуру и Нагасаки в 1941—1943 годах. Следующие 4 корабля (модифицированный проект F51, подтип «Фуюдзуки») строились с 1943 года до конца войны на верфях Майдзуру, Йокосуки и Сасэбо. По проекту F53 (подтип «Митидзуки») успели заложить всего два эсминца, а достроить смогли только один — «Ханадзуки». Ещё три запланированных корабля остались на бумаге, как и 16 кораблей (позже 23) второй серии (проект V7).
Основными отличиями поздних кораблей от первых были упрощённая конструкция корпуса (в частности, проект F53 визуально отличается от предшествующих намного более простыми очертаниями форштевня), гораздо большее количество зенитных автоматов и штатно установленные РЛС обнаружения.

## История службы

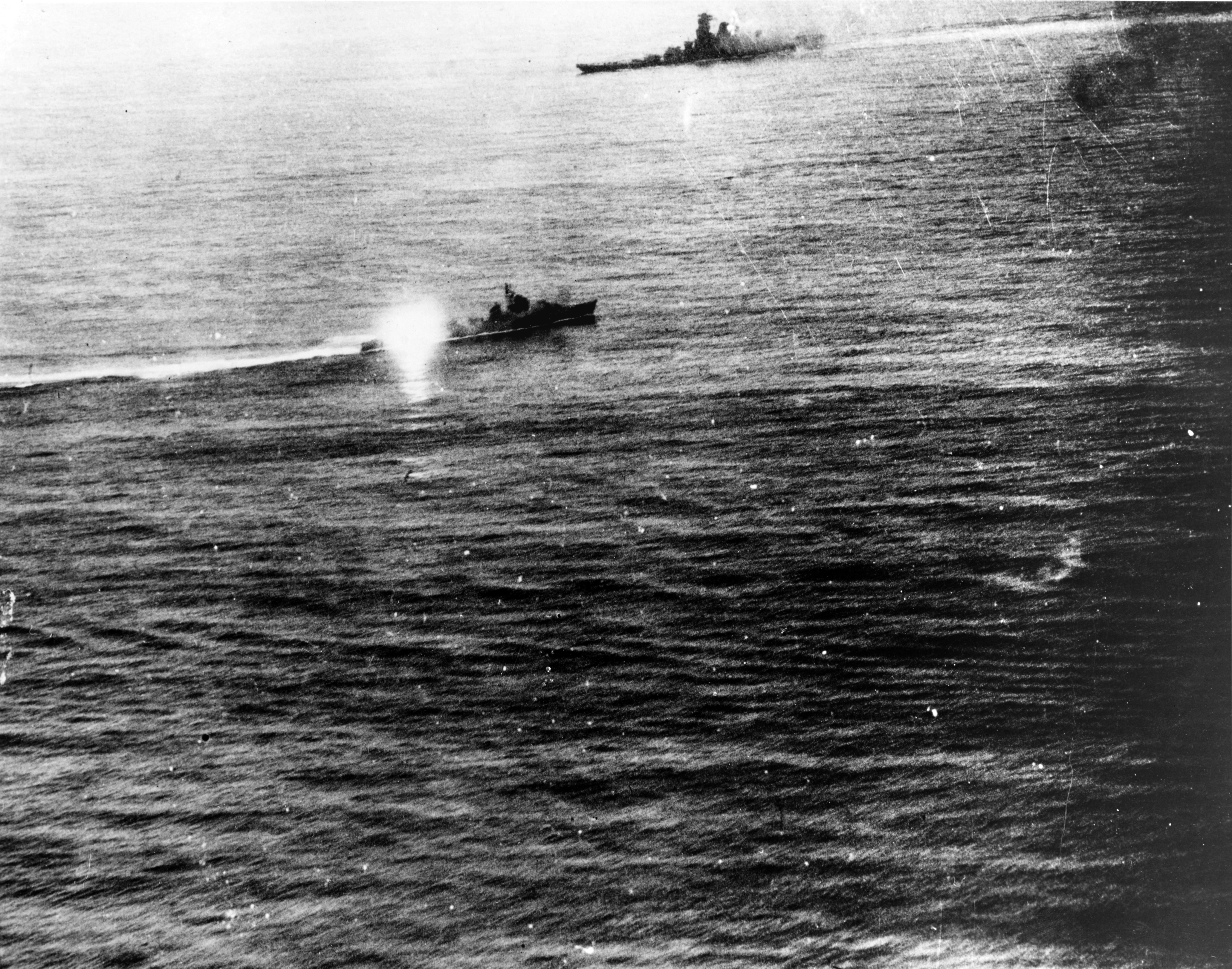
«Фуюдзуки» во время операции «Тэн-Го» 7 апреля 1945 года. На заднем плане виден горящий линкор «Ямато»

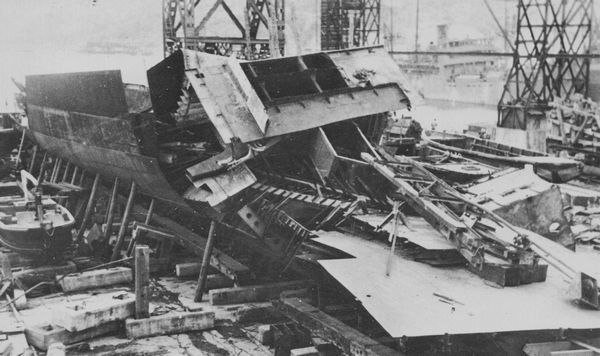
Корпус недостроенного «Митидзуки» на разборке

Эсминцы этого типа не успели принять участия в Мидуэйском сражении, но активно использовались в боях за Гуадалканал осенью 1942 года. 61-й дивизион эсминцев (состоявший изначально из «Акидзуки» и «Тэрудзуки») участвовал в целом ряде сражений, в ходе которых был потерян «Тэрудзуки», 11 декабря потопленный американскими торпедными катерами.
Весной и летом 1943 года 61-й («Акидзуки», «Судзуцуки» и «Хацудзуки») и только сформированный 11-й («Ниидзуки» и «Вакацуки») дивизионы приняли участие в боях за Соломоновы острова. «Ниидзуки» был потоплен американскими кораблями 6 июля во время сражения в заливе Кула.
В сражении у Марианских островов 20 июня 1944 года приняло участие сразу 4 эсминца этого типа из 6 имевшихся в наличии («Акидзуки», «Хацудзуки», «Вакацуки» и «Симоцуки», в ремонте находились «Судзуцуки» и «Фуюдзуки»). Особого влияния на ход боя они не оказали — он был проигран японцами ещё до его начала из-за атак американских подводных лодок и неудачно выбранных японским командующим направлений ударов авиации, приведших в основном к бессмысленным потерям.
В сражении в заливе Лейте те же 4 эсминца вошли в состав соединения адмирала Одзава и на завершающей стадии 25 октября понесли под атаками американской авиации и подводных лодок значительные потери — были потоплены «Акидзуки» и «Хацудзуки». Уцелевшие 2 эсминца пережили их ненамного: уже 11 ноября во время сражения в Ормокском заливе погиб «Вакацуки», а «Симоцуки» был торпедирован 25 ноября при сопровождении конвоя.
«Фуюдзуки» и «Судзуцуки» участвовали в операции «Тэн-Го», пережив налёты американской палубной авиации с 11 авианосцев.
4 последних эсминца («Харуцуки», «Ёидзуки», «Ханадзуки» и «Нацудзуки») вступили в строй в конце 1944 — весной 1945 года и практически никакого участия в боевых действиях принять не успели. Таким образом, из 12 построенных кораблей уцелели 6, что для японских эскадренных миноносцев является одним из самых высоких показателей. Наиболее повреждённые «Фуюдзуки» и «Судзуцуки» были разобраны на металл, 4 же наиболее новых корабля в 1947 году распределили между союзниками.
Переданный Великобритании «Нацудзуки» после короткого изучения был разделан на металл в Йокосуке в 1948 году.
Доставшийся США «Ханадзуки» после изучения был потоплен в качестве учебной цели 3 февраля 1948 года в Восточно-Китайском море.
СССР и Китаю эсминцы достались в разоружённом виде, что не воспрепятствовало их длительной службе.
Китай получил «Ёидзуки», который был переименован в «Фэнь Ян», в 1949 году уведён на Тайвань, где и разобран в 1963 году.
Полученный СССР «Харуцуки» был включён в состав 63-го дивизиона эсминцев Тихоокеанского флота под названием «Внезапный» и сразу же законсервирован. В 1949 году он был переоборудован в учебный корабль «Оскол» с установкой советского радиоэлектронного оборудования, вооружения из 21 37-мм автомата 61-К и переоборудованием части помещений под учебные классы. 12 марта 1955 года бывший эсминец был переклассифицирован в плавучую казарму «ПКЗ-65», 2 июня того же года — в корабль-цель «ЦЛ-64». 27 августа 1965 года он был вновь превращён в плавказарму, на этот раз под названием «ПКЗ-37». 4 июня 1969 года его исключили из списков ВМФ СССР и сдали на слом.

## Представители

### Первая серия
| Заводской номер                                 | Название                                          | Место постройки            | Заложен                                                 | Спущен на воду                                                                                    | Введён в эксплуатацию                                                                             | Судьба |
| ----------------------------------------------- | ------------------------------------------------- | -------------------------- | ------------------------------------------------------- | ------------------------------------------------------------------------------------------------- | ------------------------------------------------------------------------------------------------- | --- |
| Проект F51 (подтип «Акидзуки»)                  |                                                   |                            |                                                         |                                                                                                   |                                                                                                   | |
| 104                                             | Акидзуки (яп. 秋月, «Осенняя Луна»)               | Морской арсенал, Майдзуру  | 30 июля 1940                                            | 2 июля 1941                                                                                       | 11 июня 1942                                                                                      | Затонул в результате торпедного попадания 25 октября 1944 года |
| 105                                             | Тэрудзуки (яп. 照月, «Сияющая Луна»)              | Верфь «Мицубиси», Нагасаки | 13 ноября 1940                                          | 21 ноября 1941                                                                                    | 31 августа 1942                                                                                   | Потоплен американскими торпедными катерами PT-37 и PT-40 11 декабря 1942 года |
| 106                                             | Судзуцуки (яп. 涼月, «Прохладная Луна»)           | Верфь «Мицубиси», Нагасаки | 15 марта 1941                                           | 4 марта 1942                                                                                      | 29 декабря 1942                                                                                   | Разобран в 1948 году |
| 107                                             | Хацудзуки (яп. 初月, «Новая Луна»)                | Морской арсенал, Майдзуру  | 25 июля 1941                                            | 3 апреля 1942                                                                                     | 29 декабря 1942                                                                                   | Потоплен американскими крейсерами и эсминцами в ходе сражения в заливе Лейте 25 октября 1944 года |
| 108                                             | Ниидзуки (яп. 新月, «Новая Луна»)                 | Верфь «Мицубиси», Нагасаки | 8 декабря 1941                                          | 29 июня 1942                                                                                      | 31 марта 1943                                                                                     | Потоплен американскими крейсерами и эсминцами 6 июля 1943 года |
| 109                                             | Вакацуки (яп. 若月, «Луна в первой четверти»)     | Верфь «Мицубиси», Нагасаки | 9 марта 1942                                            | 24 ноября 1942                                                                                    | 31 мая 1943                                                                                       | Потоплен американской палубной авиацией 11 ноября 1944 года |
| 360                                             | Симоцуки (яп. 霜月, «Инеистая Луна»)              | Верфь «Мицубиси», Нагасаки | 6 июля 1942                                             | 7 апреля 1943                                                                                     | 31 марта 1944                                                                                     | Потоплен американской подводной лодкой «Кавэлла» 25 ноября 1944 года |
| Модифицированный проект F51 (подтип «Фуюдзуки») |                                                   |                            |                                                         |                                                                                                   |                                                                                                   | |
| 361                                             | Фуюдзуки (яп. 冬月, «Зимняя Луна»)                | Морской арсенал, Майдзуру  | 8 мая 1943                                              | 20 января 1944                                                                                    | 25 мая 1944                                                                                       | Тяжело повреждён при подрыве на мине 20 августа 1945 года, разобран в 1948 году |
| 362                                             | Харуцуки (яп. 春月, «Весенняя Луна») Внезапный    | Морской арсенал, Сасэбо    | 23 декабря 1943                                         | 3 августа 1944                                                                                    | 28 декабря 1944                                                                                   | Передан СССР по репарациям 7 июля 1947 года. Включён в состав Тихоокеанского флота под названием «Внезапный». Учебный корабль «Оскол» с 1949 года, корабль-цель «ЦЛ-64» с 1955 года, позже плавучая казарма «ПКЗ-37». Исключён из списков 4 июня 1969 года |
| 363                                             | Ёидзуки (яп. 宵月, «Сумеречная Луна») Фэнь Ян     | Верфь «Урага», Йокосука    | 25 августа 1943                                         | 25 сентября 1944                                                                                  | 31 января 1945                                                                                    | Передан Китаю по репарациям 29 августа 1947 года. В 1949 году уведён сторонниками Чан Кайши на Тайвань. Разобран в 1963 году |
| 364                                             | Нацудзуки (яп. 夏月, «Летняя Луна»)               | Морской арсенал, Сасэбо    | 1 мая 1944                                              | 2 декабря 1944                                                                                    | 8 апреля 1945                                                                                     | Передан Великобритании 25 августа 1947 года, после изучения пущен на слом в Японии в 1948 году |
| Проект F53 (подтип «Митидзуки»)                 |                                                   |                            |                                                         |                                                                                                   |                                                                                                   | |
| 365                                             | Митидзуки (яп. 夏月, «Полнолуние»)                | Морской арсенал, Сасэбо    | 3 января 1945                                           | Строительство остановлено в апреле 1945 года при готовности 16 %, разобран на стапеле в 1948 году | Строительство остановлено в апреле 1945 года при готовности 16 %, разобран на стапеле в 1948 году | Строительство остановлено в апреле 1945 года при готовности 16 %, разобран на стапеле в 1948 году |
| 366                                             | Ханадзуки (яп. 花月, «Луна поры цветения») DD-934 | Морской арсенал, Майдзуру  | 10 февраля 1944                                         | 10 октября 1944                                                                                   | 26 декабря 1944                                                                                   | Передан США в июне 1947 года, потоплен в качестве цели 3 февраля 1948 года |
| 367                                             | Киёцуки (яп. 清月, «Чистая Луна»)                 | Морской арсенал, Майдзуру  | Заказ на строительство аннулирован 14 декабря 1944 года | Заказ на строительство аннулирован 14 декабря 1944 года                                           | Заказ на строительство аннулирован 14 декабря 1944 года                                           | Заказ на строительство аннулирован 14 декабря 1944 года |
| 368                                             | Оцуки (яп. 大月, «Большая Луна»)                  | Морской арсенал, Сасэбо    | Заказ на строительство аннулирован 14 декабря 1944 года | Заказ на строительство аннулирован 14 декабря 1944 года                                           | Заказ на строительство аннулирован 14 декабря 1944 года                                           | Заказ на строительство аннулирован 14 декабря 1944 года |
| 369                                             | Хадзуки (яп. 葉月, «Луна листопада»)              | Морской арсенал, Майдзуру  | Заказ на строительство аннулирован 14 декабря 1944 года | Заказ на строительство аннулирован 14 декабря 1944 года                                           | Заказ на строительство аннулирован 14 декабря 1944 года                                           | Заказ на строительство аннулирован 14 декабря 1944 года |

### Вторая серия
| Заводской номер               | Название                                             | Место постройки                                         | Заложен                                                 | Спущен на воду                                          | Введён в эксплуатацию                                   | Судьба                                                  |
| ----------------------------- | ---------------------------------------------------- | ------------------------------------------------------- | ------------------------------------------------------- | ------------------------------------------------------- | ------------------------------------------------------- | ------------------------------------------------------- |
| Проект V7 (подтип «Ямадзуки») |                                                      |                                                         |                                                         |                                                         |                                                         |                                                         |
| 5061                          | Ямадзуки (яп. 山月, «Луна над горной вершиной»)      | Заказ на строительство аннулирован 14 декабря 1944 года | Заказ на строительство аннулирован 14 декабря 1944 года | Заказ на строительство аннулирован 14 декабря 1944 года | Заказ на строительство аннулирован 14 декабря 1944 года | Заказ на строительство аннулирован 14 декабря 1944 года |
| 5062                          | Урадзуки (яп. 浦月, «Луна над заливом»)              | Заказ на строительство аннулирован 14 декабря 1944 года | Заказ на строительство аннулирован 14 декабря 1944 года | Заказ на строительство аннулирован 14 декабря 1944 года | Заказ на строительство аннулирован 14 декабря 1944 года | Заказ на строительство аннулирован 14 декабря 1944 года |
| 5063                          | Аокумо (яп. 青雲, «Голубое облако»)                  | Заказ на строительство аннулирован 14 декабря 1944 года | Заказ на строительство аннулирован 14 декабря 1944 года | Заказ на строительство аннулирован 14 декабря 1944 года | Заказ на строительство аннулирован 14 декабря 1944 года | Заказ на строительство аннулирован 14 декабря 1944 года |
| 5064                          | Бэнигумо (яп. 紅雲, «Алое облако»)                   | Заказ на строительство аннулирован 14 декабря 1944 года | Заказ на строительство аннулирован 14 декабря 1944 года | Заказ на строительство аннулирован 14 декабря 1944 года | Заказ на строительство аннулирован 14 декабря 1944 года | Заказ на строительство аннулирован 14 декабря 1944 года |
| 5065                          | Харугумо (яп. 春雲, «Весеннее облако»)               | Заказ на строительство аннулирован 14 декабря 1944 года | Заказ на строительство аннулирован 14 декабря 1944 года | Заказ на строительство аннулирован 14 декабря 1944 года | Заказ на строительство аннулирован 14 декабря 1944 года | Заказ на строительство аннулирован 14 декабря 1944 года |
| 5066                          | Амагумо (яп. 天雲, «Небесное облако»)                | Заказ на строительство аннулирован 9 июня 1944 года     | Заказ на строительство аннулирован 9 июня 1944 года     | Заказ на строительство аннулирован 9 июня 1944 года     | Заказ на строительство аннулирован 9 июня 1944 года     | Заказ на строительство аннулирован 9 июня 1944 года     |
| 5067                          | Яэгумо (яп. 八重雲, «Махровое облако»)               | Заказ на строительство аннулирован 9 июня 1944 года     | Заказ на строительство аннулирован 9 июня 1944 года     | Заказ на строительство аннулирован 9 июня 1944 года     | Заказ на строительство аннулирован 9 июня 1944 года     | Заказ на строительство аннулирован 9 июня 1944 года     |
| 5068                          | Фуюгумо (яп. 冬雲, «Зимнее облако»)                  | Заказ на строительство аннулирован 9 июня 1944 года     | Заказ на строительство аннулирован 9 июня 1944 года     | Заказ на строительство аннулирован 9 июня 1944 года     | Заказ на строительство аннулирован 9 июня 1944 года     | Заказ на строительство аннулирован 9 июня 1944 года     |
| 5069                          | Юкигумо (яп. 雪雲, «Снежное облако»)                 | Заказ на строительство аннулирован 9 июня 1944 года     | Заказ на строительство аннулирован 9 июня 1944 года     | Заказ на строительство аннулирован 9 июня 1944 года     | Заказ на строительство аннулирован 9 июня 1944 года     | Заказ на строительство аннулирован 9 июня 1944 года     |
| 5070                          | Окицукадзэ (яп. 沖津風, «Ветер над дальней гаванью») | Заказ на строительство аннулирован 9 июня 1944 года     | Заказ на строительство аннулирован 9 июня 1944 года     | Заказ на строительство аннулирован 9 июня 1944 года     | Заказ на строительство аннулирован 9 июня 1944 года     | Заказ на строительство аннулирован 9 июня 1944 года     |
| 5071                          | Симокадзэ (яп. 霜風, «Инеистый ветер»)               | Заказ на строительство аннулирован 9 июня 1944 года     | Заказ на строительство аннулирован 9 июня 1944 года     | Заказ на строительство аннулирован 9 июня 1944 года     | Заказ на строительство аннулирован 9 июня 1944 года     | Заказ на строительство аннулирован 9 июня 1944 года     |
| 5072                          | Асаготи (яп. 朝東風, «Утренний восточный ветер»)     | Заказ на строительство аннулирован 9 июня 1944 года     | Заказ на строительство аннулирован 9 июня 1944 года     | Заказ на строительство аннулирован 9 июня 1944 года     | Заказ на строительство аннулирован 9 июня 1944 года     | Заказ на строительство аннулирован 9 июня 1944 года     |
| 5073                          | Окадзэ (яп. 大風, «Ураган»)                          | Заказ на строительство аннулирован 9 июня 1944 года     | Заказ на строительство аннулирован 9 июня 1944 года     | Заказ на строительство аннулирован 9 июня 1944 года     | Заказ на строительство аннулирован 9 июня 1944 года     | Заказ на строительство аннулирован 9 июня 1944 года     |
| 5074                          | Коти (яп. 東風, «Восточный ветер»)                   | Заказ на строительство аннулирован 9 июня 1944 года     | Заказ на строительство аннулирован 9 июня 1944 года     | Заказ на строительство аннулирован 9 июня 1944 года     | Заказ на строительство аннулирован 9 июня 1944 года     | Заказ на строительство аннулирован 9 июня 1944 года     |
| 5075                          | Нисикадзэ (яп. 西風, «Западный ветер»)               | Заказ на строительство аннулирован 9 июня 1944 года     | Заказ на строительство аннулирован 9 июня 1944 года     | Заказ на строительство аннулирован 9 июня 1944 года     | Заказ на строительство аннулирован 9 июня 1944 года     | Заказ на строительство аннулирован 9 июня 1944 года     |
| 5076                          | Минамикадзэ (яп. 南風, «Южный ветер»)                | Заказ на строительство аннулирован 9 июня 1944 года     | Заказ на строительство аннулирован 9 июня 1944 года     | Заказ на строительство аннулирован 9 июня 1944 года     | Заказ на строительство аннулирован 9 июня 1944 года     | Заказ на строительство аннулирован 9 июня 1944 года     |
| 5077                          | Китакадзэ (яп. 北風, «Северный ветер»)               | Заказ на строительство аннулирован 9 июня 1944 года     | Заказ на строительство аннулирован 9 июня 1944 года     | Заказ на строительство аннулирован 9 июня 1944 года     | Заказ на строительство аннулирован 9 июня 1944 года     | Заказ на строительство аннулирован 9 июня 1944 года     |
| 5078                          | Минамикадзэ (яп. 南風, «Южный ветер»)                | Заказ на строительство аннулирован 9 июня 1944 года     | Заказ на строительство аннулирован 9 июня 1944 года     | Заказ на строительство аннулирован 9 июня 1944 года     | Заказ на строительство аннулирован 9 июня 1944 года     | Заказ на строительство аннулирован 9 июня 1944 года     |
| 5079                          | Хаякадзэ (яп. 早風, «Ранний ветер»)                  | Заказ на строительство аннулирован 9 июня 1944 года     | Заказ на строительство аннулирован 9 июня 1944 года     | Заказ на строительство аннулирован 9 июня 1944 года     | Заказ на строительство аннулирован 9 июня 1944 года     | Заказ на строительство аннулирован 9 июня 1944 года     |
| 5080                          | Фуюкадзэ (яп. 冬風, «Зимний ветер»)                  | Заказ на строительство аннулирован 9 июня 1944 года     | Заказ на строительство аннулирован 9 июня 1944 года     | Заказ на строительство аннулирован 9 июня 1944 года     | Заказ на строительство аннулирован 9 июня 1944 года     | Заказ на строительство аннулирован 9 июня 1944 года     |
| 5081                          | Хацунацу (яп. 初夏, «Раннее лето»)                   | Заказ на строительство аннулирован 9 июня 1944 года     | Заказ на строительство аннулирован 9 июня 1944 года     | Заказ на строительство аннулирован 9 июня 1944 года     | Заказ на строительство аннулирован 9 июня 1944 года     | Заказ на строительство аннулирован 9 июня 1944 года     |
| 5082                          | Хацуаки (яп. 初秋, «Ранняя осень»)                   | Заказ на строительство аннулирован 9 июня 1944 года     | Заказ на строительство аннулирован 9 июня 1944 года     | Заказ на строительство аннулирован 9 июня 1944 года     | Заказ на строительство аннулирован 9 июня 1944 года     | Заказ на строительство аннулирован 9 июня 1944 года     |
| 5083                          | Хаяхару (яп. 早春, «Ранняя весна»)                   | Заказ на строительство аннулирован 9 июня 1944 года     | Заказ на строительство аннулирован 9 июня 1944 года     | Заказ на строительство аннулирован 9 июня 1944 года     | Заказ на строительство аннулирован 9 июня 1944 года     | Заказ на строительство аннулирован 9 июня 1944 года     |

Изначально планировалось строительство 16 эсминцев проекта V7 с заводскими номерами 770—785 (подтип «Арасикари»), в 1942 году их перезаказали с номерами 5061—5076 и другими названиями.

## Оценка проекта
Корабли типа «Акидзуки» изначально планировались как более дешёвый и быстро строящийся ответ на британские крейсера ПВО. Однако конечный результат при всей его специфичности превосходил поздних представителей «специального» типа по скорострельности и весу залпа орудий главного калибра, скорости их наводки и её максимальным вертикальным углам, дальности плавания, остойчивости и прочности корпуса (и как следствие — боевой живучести), уступая только по максимальной скорости хода и торпедному вооружению. Всё это привело к тому, что, несмотря на исходную узкую специализацию, их активно использовали как обычные эсминцы, причём довольно успешно. Однако слишком малая численность (лишь на короткий период с июля по ноябрь 1944 года достигшая шести единиц) не дала возможности реализовать в полной мере всё это в морских сражениях Второй мировой войны.
Сравнимыми с эсминцами типа «Акидзуки» возможностями по обеспечению противовоздушной обороны обладали корабли типов «Флетчер» и «Аллен М. Самнер»/«Гиринг» ВМФ США, а также типа «Бэттл» ВМФ Великобритании.
Эскадренные миноносцы типа «Флетчер» являются ровесниками типа «Акидзуки» (головные корабли обеих серий вступили в строй в июне 1942 года). Проигрывая по количеству и баллистическим характеристикам (а именно по скорострельности и начальной скорости снаряда) орудий главного калибра, а также дальности плавания, американский корабль мог ответить на это более совершенной малокалиберной зенитной артиллерией (исходно 8 автоматов против 2, позже на них начали ставить 40-мм «Бофорсы», существенно превосходившие 25-мм Тип 96) и с самого начала присутствующими РЛС обнаружения и управления огнём (на японском эсминце первые начали устанавливать в 1943 году, вторые до конца войны так и не довели) и зенитными снарядами с радиовзрывателями (которые японская промышленность так и не сделала). Однако главным и подавляющим плюсом этой серии является её массовость — к 1944 году было построено 175 её представителей, в то время как «Акидзуки» до конца войны только 12, а всех больших эсминцев в Японии с 1928 по 1945 год — всего около сотни.
Эскадренные миноносцы типа «Аллен М. Самнер» начали поступать в ВМФ США в начале 1944 года и, будучи глубокой модернизацией «Флетчеров», имели усиленный главный калибр (6 127-мм/38 орудий в 3 спаренных установках против 5 в одиночных), сопоставимый с «Акидзуки» по весу залпа за единицу времени, и усиленную МЗА (12 40-мм и 11 20-мм зенитных автоматов), превосходившую установленную на японском эсминце за счёт СУО и больших мощи и дальности 40-мм «Бофорсов», несмотря на её разрастание к тому времени до 27—29 автоматов. Кроме того, активное использование РЛС обнаружения на боевых кораблях к тому времени окончательно обесценило превосходство японских торпед в ТТХ, так как сам выход на дистанцию торпедной атаки стал почти невозможным. В самом конце войны в строй стали вступать и первые «Гиринги», отличавшиеся от «Самнеров» изначально только отсутствием строительной перегрузки.
В Великобритании с 1942 года строились эсминцы ПВО типа «Бэттл» с относительно слабым количественно главным калибром артиллерии (4 113-мм/45 орудия в двух спаренных установках в носовой части и 1 102-мм одиночное орудие на корме) и МЗА из 12 40-мм автоматов «Бофорс». Первый корабль вступил в строй осенью 1944 года и попал на Тихоокеанский ТВД перед самой капитуляцией Японии. Снаряды с радиовзрывателями для 113-мм орудий начали поступать уже после окончания войны.
Впрочем, указанные выше недостатки бортовой электроники и МЗА являются следствием общего научно-технического отставания Японии относительно США и были свойственны всем японским боевым кораблям времён Второй мировой войны.
С другой стороны, стремительное развитие боевой авиации (в первую очередь рост скорости и высоты полёта самолётов) быстро обесценило все существующие артиллерийские корабли ПВО, в том числе и самые поздние вроде лёгких крейсеров типа «Вустер».
| Сравнительные ТТХ эскадренных миноносцев времён Второй мировой войны с мощным ПВО |                                                           |                                                           |                                                          |                                                          |
|                                                                                   | «Флетчер»                                                 | «Аллен М. Самнер»                                         | «Бэттл»                                                  | «Акидзуки»                                               |
| Годы постройки                                                                    | 1941—1944                                                 | 1943—1945                                                 | 1942—1948                                                | 1940—1945                                                |
| Планировалось/заложено/вступило в строй                                           | 175/175                                                   | 70/70/58                                                  | 24/24/24                                                 | 39/13/12                                                 |
| Водоизмещение, стандартное/полное, т                                              | 2050/2500                                                 | 2610/3218                                                 | 2315/3290                                                | 2701/3700                                                |
| Энергетическая установка                                                          | паротурбинная, 60 000 л. с.                               | паротурбинная, 60 000 л. с.                               | паротурбинная, 50 000 л. с.                              | паротурбинная, 52 000 л. с.                              |
| Максимальная скорость, узлов                                                      | 35                                                        | 34                                                        | 34                                                       | 33                                                       |
| Дальность плавания, миль (скорость)                                               | 6500 (15)                                                 | 3300 (20)                                                 | 4400 (20)                                                | 8000 (18)                                                |
| Экипаж, человек                                                                   | 273                                                       | 336                                                       | 247                                                      | 263                                                      |
| Универсальная артиллерия                                                          | 5 (5×1) 127-мм/38 Mk 30                                   | 6 (3×2) 127-мм/38 Mk 38                                   | 4 (2×2) 113-мм/45 4,5" QF Mk III, 1 × 102/40 Mk XXIII    | 8 (4×2) 100-мм/65 Тип 98                                 |
| Зенитные автоматы                                                                 | 4 (1×4) 28-мм/75 1,1" Mark 1/1, 4 × 20-мм «Эрликон»       | 12 (4×2 и 4×1) 40-мм/56 «Бофорс», 11 × 20-мм «Эрликон»    | 12 (4×2 и 4×1) 40-мм/56 «Бофорс»                         | 4 (2×2) 25-мм Тип 96                                     |
| Торпедно-минное вооружение                                                        | 2×5 533-мм ТА, 6 бомбомётов и 2 бомбосбрасывателя (56 ГБ) | 2×5 533-мм ТА, 6 бомбомётов и 2 бомбосбрасывателя (56 ГБ) | 2×4 533-мм ТА, 4 бомбомёта и 2 бомбосбрасывателя (80 ГБ) | 1×4 610-мм ТА, 2 бомбомёта и 2 бомбосбрасывателя (72 ГБ) |